# Ђеси (Болоња)
Ђеси (итал. Gessi) је насеље у Италији у округу Болоња, региону Емилија-Ромања.
Према процени из 2011. у насељу је живело 75 становника. Насеље се налази на надморској висини од 120 м.